# Žlebské Chvalovice
Žlebské Chvalovice é uma comuna checa localizada na região de Pardubice, distrito de Chrudim.